# 白花苦灯笼
白花苦灯笼（学名：Tarenna mollissima）为茜草科乌口树属下的一个种。

## 扩展阅读
- 維基物種上的相關：白花苦灯笼